# Toni Andreetta
Toni Andreetta, all'anagrafe Antonio Andreetta (Padova, 21 gennaio 1947), è un regista italiano.

## Biografia
Alla fine degli anni '60 frequenta la Scuola di Teatro dell'Università di Padova diretta da Giovanni Calendoli, si laurea al DAMS di Bologna e partecipa a vari laboratori tra cui al Teatro a l'Avogaria di Venezia con Jacques Lecoq. Attore sin da giovanissimo debutta in campo nazionale nel 1972 nella compagnia di Elsa Merlini con lo spettacolo Le vocazioni sbagliate di Carlo Terron.
Autore di documentari d'arte, tra cui La Fenice la rinascita, La Torre del tempo, tra le sue opere mandate in onda dalle reti nazionali RAI: I Carraresi , Armeni Ebrei e Greci a Venezia, Portogruaro,. Ha vinto nel 1990 l'"Airone" al VII Festival internazionale di Montecatini Terme, quale migliore film sulle risorse culturali con Armeni, Greci, Ebrei a Venezia e sempre a Montecatini, nel 1991, l'"Airone" quale migliore film per il turismo culturale con Il museo d'arte orientale. Molte delle sue opere in pellicola sono conservate presso la Cineteca del Friuli e le relative versioni digitalizzate presso la Mediateca Regionale del Veneto. 
Come regista teatrale ha allestito numerosi spettacoli tra cui Sior Todero brontolon di Carlo Goldoni con Lino Toffolo. 
È stato docente di Teoria e pratica del documentario e di Scenari multimediali presso l'Università degli studi di Padova

## Filmografia parziale

### Regie
- Il Francescanesimo nel Veneto, con Mario Valdemarin (1983)
- Este, ritratto di città (1984)
- Treviso, ritratto di città (1984)
- Feltre, ritratto di città (1984)
- Cittadella (1984)
- Il tempo di Padova, una città che cambia (1985)
- Montagnana (1986)
- Soave (1987)
- Adria e il suo territorio (1987)
- I benedettini, (1988)
- Portogruaro (1989)
- Ebrei, Greci, Armeni a Venezia (1990)
- I Carraresi,  (1990)
- Ezzelino III da Romano (1991)
- Gli Scaligeri, (1992)
- L'isola di San Giorgio (1992)
- Goldoni e il mestiere dell'attore (1993)
- Ezzelino III da Romano,  (1993)
- Venezia, un millennio di storia,(1993)
- Le città murate del Veneto (1994)
- Il Museo Archeologico del Veneto (1994)
- La Fenice la Rinascita, (2004)
- Dueville (2005)
- La Torre del Tempo, (2006)
- Goldoni Blow-up (2007)
- I Giganti di Padova, (2008)
- Storie di piombo (2016)
- Intervista impossibile a Giandomenico Tiepolo (2016)

### Sceneggiature
- La città di Verona, produzione Siti Unesco del Veneto, regia di Michele Parisi (2012)
- La città di Vicenza e le ville di Andrea Palladio, produzione Siti Unesco del Veneto, regia di Michele Parisi (2012)
- Venezia e la sua laguna, produzione Siti Unesco del Veneto, regia di Michele Parisi (2012)
- L'Orto botanico di Padova, produzione Siti Unesco del Veneto, regia di Michele Parisi (2012)

### Attore
- Dimensioni, regia di Antonio Bido (1970)
- La lezione del maestro, regia di Domenico De Mattia (2013)
- Zingari d'acqua, regia di Davor Marinkovic  (2016)
- La misura dell'infinito, regia Giancarlo Marinelli (2016)
- Sulle mie spalle, regia di Antonello Belluco (2020),

## Teatrografia parziale

### Regie
- The zoo story, di Edward Albee (1977)
- Una famiglia normale, di Dacia Maraini (1979)
- L'imbriago de sesto e La scorzeta de limon, di Gino Rocca, con Tonino Micheluzzi e Mario Valdemarin(1984)
- Dal deserto alla piazza, di Toni Andreetta, con Mario Valdemarin e Alberto Terrani (2000)
- Le gru di carta, di Edda Bruna Dalla Costa, con Piera Degli Esposti e Mario Valdemarin (2001)
- Ieri e Oggi, divagazioni e delizie, da Gino Rocca, con Lino Toffolo (2004)
- Sior Todero Brontolon, di Carlo Goldoni, con Lino Toffolo (2007)
- La finzione al potere, Shakespeare e Ruzante, di Toni Andreetta, con Giuseppe Savio, musiche a cura di Giulio Andreetta (2021)

### Attore
- La Pupilla, di Carlo Goldoni con Tonino Micheluzzi e Andreina Carli (1971) [9]
- Le vocazioni sbagliate, di Carlo Terron con Elsa Merlini e Cesarina Gheraldi (1972) [10]
- L'albergo del libero scambio, di Georges Feydeau con Aroldo Tieri e Giuliana Lojodice (1973) [11]
- Le donne al parlamento, di Aristofane con Lauretta Masiero e Cesare Gelli (1974) [12]

### Produzioni
- Sigfrido a Stalingrado, di Luigi Candoni, con Angela Cavo (1977)
- Dieci giorni senza fare niente, di Roberto Mazzucco, con Mario Valdemarin e Paola Dapino, regia di Michele Mirabella (1978)
- Polizia è Bello, di Roberto Mazzucco, con Patrizia De Clara, regia di Manuel De Sica (1979)
- Le Baruffe chiozzotte, di Carlo Goldoni, con Elsa Vazzoler e Gino Cavalieri, regia di Giuseppe Maffioli (1979)
- I rusteghi, di Carlo Goldoni, con Carlo Bagno e Elsa Vazzoler, regia di Giuseppe Maffioli (1980)
- La Formidabile Rivolta, di Roberto Mazzucco, con Massimo Dapporto e Miranda Martino, regia di Tonino Pulci (1982)

## Onorificenze
Nel 2006 gli è stato conferito dalla Città di Padova il titolo di padovano eccellente

## Pubblicazioni
Antonio Andreetta, Plurilinguismo e policentrismo. Da Leonardo Giustinian a Gino Rocca, Unipress (2004)

## Tesi di laurea
Linda Crestale,L'occhio critico della cinematografia documentaria d'autore: i critofilm di Toni Andreetta.
Relatore: prof. Mirco Melanco, Università degli Studi di Padova. (2022)